# Anneliese Schnell
Anneliese Schnell (Viena, 19 de dezembro de 1941 – 14 de julho de 2015) foi uma astrônoma austríaca.

## Formação e carreira
Filha do Presidente do Conselho Escolar da Cidade de Viena Hermann Schnell. Depois de obter o Abitur em Viena em 1959, estudou matemática e física e também a partir de 1961 astronomia na Universidade de Viena. Em 1967 foi assistente e obteve um doutorado em 1969. Em 1972 organizou em Viena a primeira conferência científica anual da Astronomische Gesellschaft fora da Alemanha após a Segunda Guerra Mundial, sendo a primeira mulher eleita para o conselho de administração da sociedade, de 1974 a 1980. De 2007 a 2014 foi presidente do grupo de trabalho da Astronomischen Gesellschaft für Astronomiegeschichte. Publicou um total de 52 artigos científicos e foi co-editora da revista "Die Sterne" de 1993 a 2008, que é publicada desde 1997 como "Sterne und Weltraum". Pelas pesquisas para o "Dictionary of Minor Planet Names" foi homenageada em 1991 ao nomear o planeta menor com o nome provisório 1950DL como "Annschnell". Foi sepultada no Neustifter Friedhof em Viena.

## Condecorações
- 2007: Goldenes Ehrenzeichen der Universität Wien

O asteroide da cintura principal 2572 Annschnell foi denominado em sua homenagem.

## Publicações selecionadas
- Anneliese Schnell, Thomas Widorn: Lichtelektrische Beobachtungen des Bedeckungsveränderlichen V 566 Ophiuch, 1964, ISBN  978-3-662-25382-3
- Joseph Meurers, Anneliese Schnell: Untersuchungen über Zufallsphänomene in Geschwindigkeitsfeldern, 1968